# Ángela Molina
Ángela Molina   (Madrid, 5 d'octubre de 1955) és una actriu espanyola, que ha rodat més d'un centenar de llargmetratges a Espanya, Itàlia, França i Llatinoamèrica. La seva llarga carrera ha estat guardonada amb diversos premis com el Premi David di Donatello o la Conquilla de Plata a la millor actriu, a més de cinc nominacions als Premis Goya. El 2016 va rebre el Premi Nacional de Cinematografia.
És filla de l'actor i cantant Antonio Molina i mare de la també actriu Olivia Molina.

## Biografia
Naix a Madrid el 5 d'octubre de 1955. Tercera dels huit fills del cantant i actor Antonio Molina, els seus germans Paula, Miguel, Mónica i Noel també es dediquen a la interpretació i a la música. La seua filla Olivia Molina és igualment actriu.

### Començaments
Estudia ballet clàssic, dansa espanyola i Art Dramàtic en l'Escola Superior de Madrid. Treballa al circ a França i es diploma com a professora de ball clàssic espanyol abans d'aparéixer en la seua primera pel·lícula, No matarás (Cèsar F. Ardavín, 1974), arran d'un reportatge fotogràfic publicat en la revista Fotogramas. A punt de complir dènou anys, la seua dedicació al cine és absoluta d'ara en avant. Arribada la Transició, tracta de desvincular-se de l'auge comercial del destape i enfoca la seua carrera cap a produccions que reunisquen una certa qualitat i compromís, sovint de temàtica social, política o històrica, motivada pel pensament que acompanya cada guió.
En 1976 rebutja protagonitzar Cambio de sexo, de Vicente Aranda, mentre assumeix papers rellevants en La ciudad quemada, d'Antoni Ribas i en Las largas vacaciones del 36, de Jaime Camino. Un any abans és proposta per al paper que interpreta Alicia Sánchez en Furtius, de José Luis Borau, amb qui més tard treballa en La Sabina (1979) .
Luis Buñuel la tria en 1977 per a protagonitzar, junt amb Fernando Rey, Cet obscur objet du désir, pel·lícula que li proporciona renom internacional i li obri les portes de la cinematografia europea. En ella comparteix personatge amb l'actriu francesa Carole Buquet i exhibeix un temperament viu i enigmàtic, que després tracta de combinar amb el seu aspecte dolç i suau. Buñuel afirma d'ella que posseeix «el rostre d'una verge pagana», refermant així el mite de dona instintiva i passional que conserva en la seua mirada cert primitivisme.

### Reconeixement internacional
En la dècada de 1980 es converteix en rostre habitual de la pantalla gran, reafirma la seua presència a Espanya i l'amplia a França i Itàlia, amb incursions en el cine alemany i nord-americà. Parla diversos idiomes, per la qual cosa sovint no necessita ser doblegada. Intervé en Operación Ogro, de Gillo Pontecorvo; en Bearn o La sala de les nines, de Jaime Chávarri, encarna La bella Otero en una coproducció espanyola per a la televisió italiana i roda a les ordes de Jaime de Armiñán, Luigi Comencini, Ricardo Franco, Marco Bellocchio, Bigas Luna o Lina Wertmüller.
Una fructífera col·laboració amb el director Manuel Gutiérrez Aragón referma la seua carrera i aprofundeix en el seu potencial dramàtic per mitjà de papers principals en Camada negra, El corazón del bosque, Demonios en el jardín i La mitad del cielo, obres que componen un retrat al·legòric de l'Espanya ominosa del franquisme i en les que la ideologia, el nucli familiar i la presència femenina cobren especial importància. «Eixes pel·lícules van marcar la meua ànima i la meua forma de treballar», diria més tard l'actriu.
Els seus nombrosos compromisos professionals li impedeixen acceptar altres propostes, com la de Carlos Saura per a protagonitzar Carmen en 1983. També opta inicialment al personatge de Verónica Forqué en ¿Qué he hecho yo para merecer esto?, de Pedro Almodóvar, i al de Victoria Abril en Padre nuestro, de Francisco Regueiro.
En 1985 se li concedeix el Gran Premi de la Crítica de Nova York i en 1986 rep el David de Donatello que atorga l'Acadèmia de Cine d'Itàlia per la pel·lícula Camorra: Contacto en Nápoles. Es converteix així en la primera actriu estrangera guardonada per una producció italiana, imposant-se a Giulietta Masina i a la noruega Liv Ullmann, també guanyadora en la mateixa categoria l'any següent. Pel mateix treball gana el premi Nastro d’argento que entreguen els periodistes cinematogràfics italians.
En 1986 aconsegueix així mateix la Concha de Plata a la millor actriu per La mitad del cielo en el Festival de Sant Sebastià, sent també nominada en la 1a edició dels Premis Goya, en la que resulta premiada Amparo Rivelles.

### Artista multidisciplinària
Prova sort en el món de la cançó: publica el disc Con las defensas rotas i canta Muertos de amor a duo amb Georges Moustaki. No obstant això, és en les dues entregues de Las cosas del querer (Jaime Chávarri, 1989 i 1995), on desenvolupa amb èxit la seua faceta musical, donant vida a un personatge molt volgut en la seua carrera. Poc abans roda Esquilache, que protagonitza Fernando Fernán Gómez per a Josefina Molina.
Considerada una de les actrius espanyoles millor pagades junt amb Ana Belén i Victoria Abril, espaia els seus treballs nacionals a partir de 1990, coincidint amb la seua negativa a protagonitzar la versió de Bigas Luna de Las edades de Lulú per l'escabrós d'algunes escenes. Destaca en Sandino, de Miguel Littín, que narra la vida del líder revolucionari nicaragüenc i fora de les nostres fronteres en L'home que va perdre la seua ombra, d'Alain Tanner, junt en Francisco Rabal. Treballa amb Marcello Mastroianni en Le voleur d’enfants i apareix en 1492: La conquista del paradís, superproducció de Ridley Scott que protagonitza Gérard Depardieu. Amb Viggo Mortensen roda Gimlet en 1995.
Tarda en donar-li el sí a Pedro Almodóvar i ho fa per a la seua pel·lícula Carne trémula (1997), un treball que no s'allunya del tot de la xica sensual dels seus començaments, però l'aproxima ja a la dona madura, que representa més endavant. Aconsegueix així el seu quart Fotogramas de Plata i aconsegueix una quarta candidatura al Goya.
Posteriorment, protagonitza la comèdia televisiva Hermanas i ofereix un variat registre en projectes molt dispars, sovint independents i compromesos, tant espanyols com estrangers. Destaquen El mar, One of the Hollywood Ten, Sagitario, Al sur de Granada, Los Borgia i La caja.
En 2007 estrena El destino de Nunik, crònica del genocidi armeni a càrrec de Paolo i Vittorio Taviani que protagonitza junt amb Paz Vega, a més d'encarnar a una combativa assistent social en la sèrie de televisió francesa La Commune. Després de col·laborar en dues pel·lícules de Giuseppe Tornatore, repeteix amb Almodóvar en Los abrazos rotos, donant vida a la mare de Penélope Cruz.
Amb Emilio Gutiérrez Caba encapçala el repartiment de la sèrie Gran Reserva (2010-2013).
Continua vinculada al cine d'autor i assegura preferir «el cine de directors que compten quelcom perquè, si no ho fan, exploten...». En reconeixement de la seua extensa carrera cinematogràfica, rep en 2002 el primer Premi Màlaga atorgat en el marc del Festival de Cine Espanyol de Màlaga i inaugura un monòlit en el seu honor en el Passeig Antonio Banderes de la ciutat andalusa.

### Teatre
En 2002 arriba la seua primera incursió teatral en el Festival de Teatre Clàssic de Mèrida amb l'espectacle Troya, siglo XXI, de Jorge Márquez. En 2005 encarna la seductora Mrs. Robinson en El Graduado, muntatge que dirigeix Andrés Llima i comparteix amb la seua filla Olivia en papers antagònics. Torna tres anys després als escenaris amb La dama del mar, adaptació de Susan Sontag del text de Henrik Ibsen sota la direcció de Robert Wilson.

### Familia
Ángela Molina té cinc fills, tres nascuts de la seua primera unió amb el fotògraf i realitzador francés Hervé Tirmarche: Olivia (1980), Mateo (1982) i Samuel (1987); i dos, Antonio (1995) i María Isabel (2003) amb el seu actual marit, l'empresari eivissenc d'origen canadenc Leo Blakstad. En 2012 naix la seua primera neta, filla d'Olivia i l'actor Sergio Mur.

## Filmografia seleccionada
- Las largas vacaciones del 36 (1976)
- La ciutat cremada (1975-76)
- Cet obscur objet du désir (1978) de Luis Buñuel
- Bearn o La sala de les nines (1983)
- Llums i Ombres (1988)
- Esquilache (1988)
- Las cosas del querer (1988)
- Una mujer bajo la lluvia (1991)
- 1492: Conquest of Paradise (1992) de Ridley Scott
- Mal de amores (1993) de Carles Balagué
- El baile de las ánimas (1993)
- Las cosas del querer II (1995)
- Carne trémula (1997) de Pedro Almodóvar
- Annas Sommer (2000)
- Sagitario (2000)
- El triunfo (2006)
- Los Borgia (2006)
- La Sconosciuta (2006)
- Un château en Espagne (2007)
- Diario de una ninfómana (2008)
- Los abrazos rotos (2009), de Pedro Almodóvar
- Blancanieves (2012)
- Miel de naranjas (2012)
- Carne de neón (2013)
- El otro hermano (2017)
- El último traje (2018)